# Torino–Milánó nagysebességű vasútvonal
A Torino–Milánó nagysebességű vasútvonal egy nagysebességű vasútvonal Olaszországban, Torino és Milánó között. A vonatok maximális sebessége 300 km/h. A vonal része az ötös számú transzeurópai vasúthálózatnak, mely Lisszabon és Kijev között halad. A Torino és Novara közötti rész 2006 február 10-én nyílt meg, a vonal többi része pedig 2009. december 5-én. A vasút 125 km hosszú, kétvágányú, villamosított 25 kV 50 Hz váltakozó árammal. 98 km Piemont és 27 km Lombardia tartományban található. Az építkezés teljes költsége 2580 millió euró volt, mely  20,6 millió eurót jelentett kilométerenként. A vonal 80%-a halad hagyományos alépítményen (kb. 100 km), 15%-a viadukton (kb. 20 km) és 5%-a alagútban (kb. 5 km). A vonal nagyrészt a Milánó-Torino autópályával halad párhuzamosan. A vonatok maximális engedélyezett sebessége 300 km/h.